# 莫朗
莫朗（法語：Mollens）是瑞士联邦西部法语区的沃州下设的一个镇。在行政上属于莫尔日区管辖。莫朗的总面积为11.00平方公里。截至2010年底，总人口为279。